# بیلش
شهر بیلش (به رومانیایی: Băileşti) در شهرستان دول در کشور رومانی واقع شده‌است. جمعیت این شهر ۲۲٬۲۳۱ نفر  است.